# Marco Folio Flaccinatore
Marco Folio Flaccinatore (Roma, ... – ...; fl. V secolo a.C.) è stato un politico romano del V secolo a.C..

## Tribuno consolare
Fu eletto tribuno consolare  nel 433 a.C. con Marco Fabio Vibulano, e Lucio Sergio Fidenate, tutti e tre patrizi.
Durante la sua magistratura Roma soffrì prima la pestilenza e poi la carestia, visto che il contagio era arrivato anche nelle campagne, cui si cercò di porre rimedio importando grano dalle zone vicine e dalla Sicilia.